# Takako Tezuka
Takako Tezuka (født 6. november 1970) er en tidligere japansk fodboldspiller. Hun har tidligere spillet for Japans kvindefodboldlandshold.

## Japans fodboldlandshold
| Japans landshold | Japans landshold | Japans landshold |
| År               | Kmp              | Mål              |
| ---------------- | ---------------- | ---------------- |
| 1986             | 10               | 1                |
| 1987             | 4                | 0                |
| 1988             | 3                | 1                |
| 1989             | 9                | 6                |
| 1990             | 4                | 6                |
| 1991             | 11               | 5                |
| Total            | 41               | 19               |